# 西部老巴的故事
是一部2018年美國西部多段式電影，由柯恩兄弟執導、監製及共同撰寫劇本，其主演包括提姆·布萊克·尼爾森、連恩·尼遜、柔依·卡山、詹姆斯·法蘭科、布蘭頓·葛利森及湯姆·威茲。故事主要分成六段以講述六篇發生在美國邊界的西部故事。該片於2018年8月31日在第75屆威尼斯影展作全球首映並贏得了最佳劇本獎，後定於2018年11月16日在Netflix上發行。

## 演員
- 提姆·布萊克·尼爾森[3] 飾 巴斯特·斯克魯格斯（Buster Scruggs）
- 威利·華生（英语：Willie Watson (musician)）[4] 飾 小子（The Kid）
- 詹姆斯·法蘭科[3] 飾 牛仔
- 史蒂芬·魯特[3] 飾 銀行行員
- 拉爾夫·伊尼森[3] 飾 黑衣男子
- 連恩·尼遜[5] 飾 主辦人
- 柔依·卡山[3] 飾 艾莉絲·隆格巴（Alice Longabaugh）
- 湯姆·威茲[6] 飾 採礦者
- 泰恩·黛莉（英语：Tyne Daly）[3] 飾 貴婦
- 布蘭頓·葛利森[5] 飾 愛爾蘭人

## 製作
該片的發展起自2017年1月，喬爾·柯恩及伊森·柯恩將與Annapurna Pictures合力製作多段式電視劇《西部老巴的故事》。直到8月，Netflix取得了該劇共6集的發行權。該項目是一部西部背景的短篇作品，由柯恩兄弟花了超過二十五年的時間撰寫，而現今的版本在情緒與主題上已和以往有所不同。
2017年7月起至2018年初，演員詹姆斯·法蘭科、柔依·卡山、泰恩·黛莉、威利·華生、拉爾夫·伊尼森、提姆·布萊克·尼爾森、史蒂芬·魯特、連恩·尼遜及布蘭頓·葛利森都加入了該片的演出。
主要拍攝於2017年夏季起在內布拉斯加州潘漢德爾進行，並徵求「平凡」的內布拉斯加人作為臨時演員。部分的拍攝作業也選在新墨西哥州，柯恩兄弟先前也曾在此拍過《險路勿近》（2007年）和《真實的勇氣》（2010年）。
2018年7月，據報導，原本作為有限的劇集發行的《西部老巴的故事》已被改編成一部長片，同時也保留了其多段式的模式。

## 發行
《西部老巴的故事》最先於2018年8月31日在第75屆威尼斯影展上舉行全球首映，並最終贏得了最佳劇本獎。該片定於2018年11月16日在Netflix上發行。

## 迴響
第二集片尾詹姆斯·法蘭科在絞刑台上說的「First time?」成了網路迷因。

## 外部連結
- 互联网电影数据库（IMDb）上《西部老巴的故事》的资料（英文）